# Nothopanus
 Nothopanus  Singer – rodzaj grzybów z rodziny boczniakowatych (Pleurotaceae). 

## Systematyka i nazewnictwo
Pozycja w klasyfikacji według Index Fungorum
Nothopanus, Pleurotaceae, Agaricales, Agaricomycetidae, Agaricomycetes, Agaricomycotina, Basidiomycota, Fungi.
Gatunki
- Nothopanus candidissimus (Sacc.) Kühner 1980 – tzw. kłaczkoblaszek boczniakowaty
- Nothopanus eugrammus (Mont.) Singer 1944
- Nothopanus minutus Sathe & J.T. Daniel 1981
- Nothopanus noctilucens (Lév.) Singer 1973
- Nothopanus nsimalenensis Mossebo 2000
- Nothopanus vinosofuscus (Bres.) Singer 1944

Nazwy naukowe na podstawie Index Fungorum. Nazwy polskie według Władysława Wojewody.